# 法姆群島
法姆群島是印度尼西亞的群島，位於西巴布亞省，屬於拉賈安帕特群島的一部分，東南面有巴丹塔島，處於衛吉島、巴丹塔島和新畿內亞之間的海峽。